# 도쿠가와 쓰나요시
도쿠가와 쓰나요시(일본어: 徳川 綱吉, 1646년 2월 23일 ~ 1709년 2월 19일)는 에도 막부 제5대 쇼군(재위 1680년 ~ 1709년)이다. 3대 쇼군 도쿠가와 이에미쓰의 4남으로 아명은 도쿠마쓰(徳松)이다. 생모는 이에미쓰의 측실 오타마노가타(お玉の方, 후일의 게이쇼인(桂昌院))이다. 4대 쇼군 도쿠가와 이에쓰나의 동생으로 고즈케 다테바야시번 25만 석의 번주로 임명되었으나 1680년 이에쓰나가 세상을 떠나자 그 뒤를 이어 5대 쇼군이 되었다.

## 생애

### 번주 시절
쇼호 3년(1646년) 에도 성에서 3대 쇼군 이에미쓰의 4남으로 태어났다. 게이안 4년(1651년) 4월 둘째 형인 나가마쓰(長松, 후일의 도쿠가와 쓰나시게)와 함께 영지를 부여 받아 오미, 미노, 시나노, 스루가, 우에노 등지의 15만 석 영주가 되었으며 가신단 또한 구성하였다. 같은 달 부친 이에미쓰가 사망하여 같은 해 8월 형 도쿠가와 이에쓰나가 4대 쇼군으로 취임, 쇼군 선지를 받았다.
조오 2년(1653년) 관례를 치르고 종 3위 주조(中将)에 임명된 뒤 이에쓰나로부터 편휘를 하사받아 「도쿠마쓰」에서 「쓰나요시(綱吉)」로 개명하였다.
메이레키 3년(1657년), 메이레키 대화재로 다케바시(竹橋)의 저택이 소실되어 같은 해 9월 간다(神田)로 이주하였다. 간분 원년(1661년) 8월 우에노 다테바야시의 지방 번주로서 25만 석의 영지와 성을 소유하게 되어 통칭 다테바야시 재상으로 불렸다. 간분 10년(1670년) 마키노 나리사다를 3천 석 봉록의 다테바야시 중신으로 발탁하였다.

### 쇼군 시절

#### 초기 치세
엔포(延宝) 8년(1680년) 5월, 4대 쇼군인 형 이에쓰나가 후계자 없이 중태에 빠지자 그의 후사로 내정되어 에도 성 니노마루(二の丸)에 들었다. 같은 달 이에쓰나가 40세로 사망하면서 내대신(内大臣) 및 우근위대장(右近衛大将)의 직위를 받은 뒤 곧바로 쇼군에 취임하였다.
취임 후 선대 시절의 다이로 사카이 다다키요를 파면하고 대신 자신의 쇼군 취임에 공이 컸던 홋타 마사토시를 새 다이로에 임명하였다. 이후 사카이 다다키요는 병으로 사망하였으나 사카이 우타노카미 가문을 개역하고자 결심한 쓰나요시는 측근 오메스케(大目付)에게 사카이 다다키요가 정말 병사로 죽었는지 아니면 자신과 도쿠가와 쇼군가에 불충한 원한을 품고 자결했는지 알아보기 위해 「무덤을 파헤쳐서라도(墓から掘り起こせ)」 조사해야 한다고 주장하는 등 사카이 다다키요의 죽음에 유독 집착하였다고 한다. 증거를 찾아내지 못한 쓰나요시는 이후 사카이 다다키요의 동생 사카이 다다요시(酒井忠能)에게 흠을 잡아 결국 개역시키는 데 머물렀다.
마사토시의 등용 이후 쓰나요시는 당시 이미 처분이 확정되어 있던 에치고국 다카다번의 계승 문제의 결과를 뒤집고 각 번의 정치를 감사하는 등 적극적으로 정치에 참여하여 선대 쇼군인 이에쓰나가 정치에 관심이 없어 「그리 하여라 님(左様せい様)」이라는 별명으로 불리며 훼손시킨 쇼군의 권위를 다시 세우기 위해 노력하였다. 또한 바쿠후의 회계 감사를 위해 간쇼긴미야쿠(勘定吟味役) 제도를 도입하고 유능하지만 신분이 낮아 제대로 기용되지 못한 하타모토(旗本)들의 등용에 힘썼다. 오기와라 시게히데(荻原重秀) 역시 이렇게 하여 등용되었다. 또한 바쿠후의 정치에 참여하는 것이 사실상 금지된 도자마 다이묘(外様大名) 중에서도 일부가 바쿠후로부터 등용되어 중앙에 진출하였다.

#### 문치 정치로의 촉구
또한 센고쿠 시대의 살벌했던 무단 정치(武斷政治)의 기풍을 배제하고 덕을 강조하는 문치 정치(文治政治)를 더욱 강하게 추진하였다. 쓰나요시의 부친이자 3대 쇼군인 이에미쓰는 장남 이에쓰나의 후계자 지위를 확정하면서 다른 아들들이 쇼군의 지위를 넘보는 것을 막기 위해 차남 이하의 아들들에게는 유학을 공부할 것을 특히 강조하였는데, 이러한 부친의 영향으로 쓰나요시는 당대의 유학자인 하야시 노부아쓰(林信篤)를 자주 초청하여 경서를 토론하고 사서와 주역을 바쿠후의 가신들에게 강의하였을 뿐 아니라 학문의 중심지로 유시마 대성당(湯島大聖堂)을 건립하는 등 역대 쇼군들 중에도 가장 학문을 좋아한 쇼군 중 한 명으로 알려져 있다. 이러한 유학의 영향으로 존왕심 또한 두터웠던 쓰나요시는 그때까지 1만 석에 불과하였던 황실 영지를 3만 석으로 늘렸고 야마토국 가와치국 일대의 황실 능을 조사하여 수리가 필요한 66개 능을 복구하였다. 구게(公家)의 영지 또한 대개 쓰나요시 시대에 증액되었다.
그의 치세에 문화적으로 겐로쿠 시대가 열리고 경제도 번성하는 한편 아코번의 무사들이 하타모토 기라 요시히사의 처소를 습격한 사건도 일어나 전 일본의 이목을 집중시켰다.
동물의 생명을 중시하는 살생금지령을 발표해 많은 빈축을 샀으며 특히 개를 중요하게 생각하여 이누쿠보(犬公方: 개 쇼군)이란 별명이 붙기도 했다.

## 부인과 자녀
- 정실 : 다카쓰카사 노부코(鷹司信子, 1651~1709)
- 측실 : 오덴노가타(お伝の方, 1658~1738)
  - 장녀 : 쓰루히메(鶴姫, 1677~1704) - 기슈번 3대 번주 도쿠가와 쓰나노리의 정실
  - 장남 : 도쿠마쓰(徳松, 1679~1683)
- 측실 : 오스케노쓰보네(大典侍の局, ?~1741)
- 측실 : 신스케노가타(新典侍の方 1667~1739)
- 양자녀
  - 야에히메 (요센인ㆍ즈이센인) - 타카츠카사 스케노부의 딸. 도쿠가와 요시자네의 아내
  - 키치히메 (치호인) - 도쿠가와 츠나노부의 14녀
  - 마츠히메 (이소히메ㆍ코겐인) - 도쿠가와 츠나노부의 17녀. 마에다 요시노리의 아내
  - 타케히메 (죠간인) - 세이칸지 히로사다의 딸. 시마즈 츠구토요의 아내 ※측실 오오스케의 양녀
  - 손토 법친왕 - 아리스가와노미야 유키히토 친왕의 아들. 레이겐 천황의 양자.

### 관련 속설
- 마키노 나리사다의 처 아구리(阿久里)와 딸 야스(安)를 측실로 맞았다는 속설이 있다.
- 야나기사와 요시야스의 아들 야나기사와 요시사토(柳沢吉里)가 도쿠가와 쓰나요시의 사생아라는 말이 있으나 진위 여부는 불확실하다.

## 등장 작품

### 드라마
- 2005년 후지TV 드라마 《오오쿠~화의 란~》 배우: 타니하라 쇼스케
- 2023년 NHK 드라마 《오오쿠》 배우: 나카 리이사

### 영화
- 2012년 영화 《오오쿠~영원~ [에몬노스케·츠나요시 편]》 배우: 칸노 미호